# Nephrolepis hestoni
Nephrolepis hestoni là một loài dương xỉ trong họ Nephrolepidaceae. Loài này được ht., Gard.Chr. mô tả khoa học đầu tiên năm 1903.
Danh pháp khoa học của loài này chưa được làm sáng tỏ. 